# Wojciech Inglot
Wojciech Wiesław Inglot (ur. 11 czerwca 1955 w Przemyślu, zm. 23 lutego 2013 tamże) – polski przedsiębiorca, założyciel i właściciel globalnego przedsiębiorstwa z branży kosmetycznej Inglot (prowadzącej działalność za granicą pod firmą INGLOT Cosmetics). Z wykształcenia chemik.

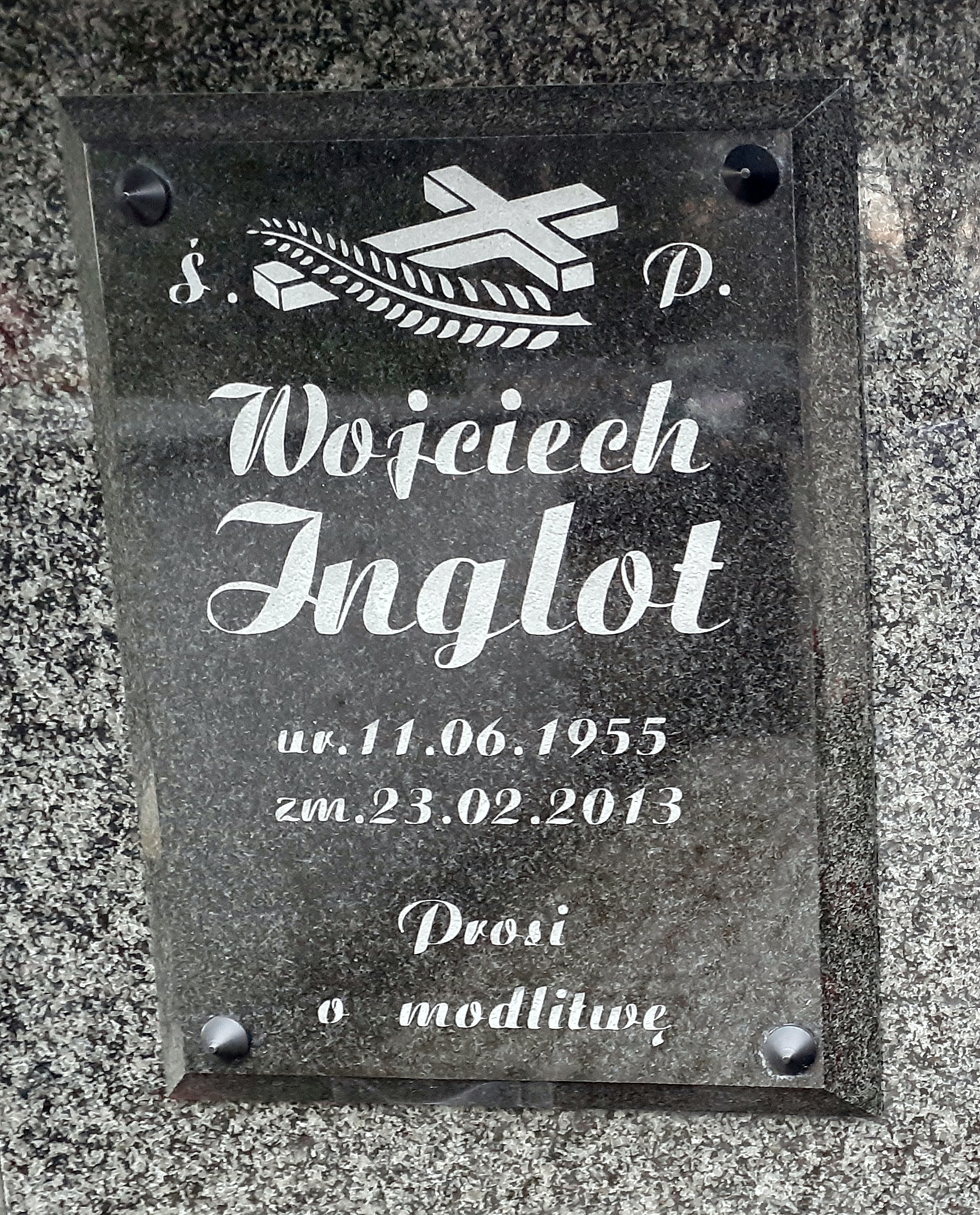
Tabliczka nagrobna Wojciecha Inglota

## Życiorys
Syn Ludwika (1926-1999) i Bronisławy. Urodził się i wychował w Przemyślu. Po ukończeniu liceum wyjechał do Krakowa, gdzie studiował chemię na Uniwersytecie Jagiellońskim. Uczestniczył w zagranicznych wymianach studenckich. Studia magisterskie ukończył w 1979. Z inicjatywy mentora, prof. Stefana Smolińskiego, został zatrudniony w laboratorium badawczym Polfy. Został jednak wezwany do obowiązkowego odbycia służby wojskowej. Służbę odbywał w krakowskim desancie, m.in. w trakcie stanu wojennego.
Po zakończeniu służby wojskowej kontynuował pracę w krakowskiej Polfie. Okresowo wyjeżdżał do Stanów Zjednoczonych w celach zarobkowych. Początkowo planował emigrację i założenie własnej firmy w Stanach, tak jak jego kuzyni.
W 1983 Wojciech Inglot namówił swoją siostrę Elżbietę na inwestycję i wspólnie zakupili część urządzeń z krakowskiej Polfy oraz wynajęli piętro w domu jednorodzinnym na siedzibę własnej działalności gospodarczej w Przemyślu. Pierwszym towarem produkowanym przez nowo powstałe przedsiębiorstwo pod firmą Inglot był płyn do czyszczenia głowic magnetofonowych.
W 2009 wspólnie z żoną Barbarą został sklasyfikowany na 85. miejscu listy „Stu najbogatszych Polaków” miesięcznika Forbes z majątkiem wycenianym na 150 mln zł.
Zmarł nagle 23 lutego 2013 w wyniku wylewu. Pochowany został 27 lutego 2013 na cmentarzu komunalnym Zasanie w Przemyślu.
Żonaty z Barbarą, brat Elżbiety i Zbigniewa.

## Wyróżnienia, nagrody
18 kwietnia 2012 został laureatem nagrody Polskiej Rady Biznesu im. Jana Wejcherta w kategorii „Sukces”.
Co roku w II Liceum Ogólnokształcącym w Przemyślu przyznawana jest nagroda im. Wojciecha Inglota za wybitne osiągnięcia z chemii.
Pośmiertnie, 27 lutego 2013, został przez prezydenta Bronisława Komorowskiego za wybitne zasługi dla rozwoju polskiej przedsiębiorczości oraz działalność społeczną i charytatywną odznaczony Krzyżem Oficerskim Orderu Odrodzenia Polski.
- Złoty Krzyż Zasługi – za zasługi w działalności na rzecz społeczności lokalnej – 2011[11]

## Inna działalność
W latach 2003–2010 Wojciech Inglot pełnił funkcję honorowego konsula Ukrainy.